# فلاديمير سيميونوف (جنرال)
ڤلاديمير ماچوميدوڤيتش سيميونوڤ ( الروسية: Владимир Магомедович Семёнов ; القراشاي بلقار: Семенланы Магометни джашы Владимир ؛ من مواليد 8 يونيو 1940م) هو جنرال متقاعد من القوات البرية الروسية وكان رئيس جمهورية قراتشاي-تشيركيس من عام 1999 إلى عام 2003م.

## سيرة
وُلِد سيميونوڤ في 8 يونيو/حزيران 1940م  في قرية خوزروك، مقاطعة كاراتشاييفسكي ، لأب من عرقية كاراتشاي وأم روسية. وهو مسلم سني. عندما كان في الرابعة من عمره، طُردت عائلته من موطنها الأصلي وانتقلت إلى جمهورية أوزبكستان السوفيتية بسبب ترحيل الكراشاي. نشأ في بخارى ، حيث أمضى سيميونوڤ معظم طفولته. عادت عائلته إلى الوطن عام ١٩٥٧م، بعد إعادة تأهيل القراشاي. بعد عام واحد، أي عام ١٩٥٨م، انضم إلى الجيش السوفيتي. أكمل دراسته في الكلية العسكرية في باكو عام ١٩٦٢م، ثم أكادمية فرونزي العسكرية عام ١٩٧٠م، وأكاديمية الأركان العامة  عام ١٩٧٩م.